# Heroin
"Heroin" é uma canção da banda norte-americana de rock The Velvet Underground, lançada em seu álbum de estreia de 1967, The Velvet Underground & Nico. Escrita por Lou Reed em 1964, retrata abertamente o uso e abuso de heroína, e é reconhecida como uma das composições mais célebres da banda. A inconstância na música representaria os efeitos da droga no usuário.
O crítico Mark Deming, do AllMusic, escreve: "Embora 'Heroin' dificilmente endosse o uso de drogas, também não o condena claramente, o que o tornou ainda mais preocupante aos olhos de muitos ouvintes." Em 2004, foi classificada no 448º lugar na lista da revista Rolling Stone das 500 melhores canções de todos os tempos, sendo reclassificada no 455º lugar em 2010.

## História

### Composição
Em entrevista para uma estação de rádio em 1972, Lou Reed conta que compôs a letra enquanto trabalhava para uma gravadora.
Eu estava trabalhando para uma gravadora como compositor, eles me trancavam em uma sala e diziam para [eu] escrever dez canções de surf, sabe, e eu escrevi "Heroin" e disse "Ei, tenho algo para vocês. " Eles disseram: "Isso não dará em nada."

### Gravação
"Heroin" estava entre as três canções – com "I'm Waiting for the Man" e "Venus in Furs" – a serem regravadas, em maio de 1966 nos estúdios TTG em Hollywood, antes de ser incluída no lançamento final de The Velvet Underground & Nico. Esta gravação da música é a segunda faixa mais longa do álbum com 7 minutos e 12 segundos; "European Son" tem 30 segundos a mais.

## Música e letra

### Performance
"Heroin" começa lentamente com a guitarra silenciosa e melódica de Reed, a guitarra rítmica de Sterling Morrison e os leves padrões de bateria de Maureen Tucker, logo acompanhados pela monótona viola elétrica de John Cale. O andamento aumenta gradativamente, até um crescendo, pontuado pela viola de Cale e pelo dedilhado de guitarra mais pontuado de Reed e Morrison. A bateria de Tucker se torna mais rápida e alta. A música então diminui para o andamento original e repete o mesmo padrão antes de terminar.
A música é baseada nos acordes maiores de Ré bemol (D♭) e Sol bemol (G♭). Como "Sister Ray", não possui um baixo; Reed e Morrison usam acordes e arpejos para criar o som característico da música. A Rolling Stone disse "Não é preciso muito para fazer uma ótima música", aludindo ao uso de apenas dois acordes na música.

Tucker para de tocar bateria por alguns segundos na marca dos 5 minutos e 17 segundos, antes de retomar o ritmo. Ela explica:
Assim que ficou alto e rápido, não consegui ouvir nada. Eu não conseguia ouvir ninguém, então parei, presumindo, bem, eles também parariam e diriam "qual é o problema, Moe?" [risos] Mas ninguém parou. E então, você sabe, então eu voltei.

### Tema
"Heroin" (junta à "I'm Waiting for the Man") conflitou a banda na mídia. Alguns críticos declararam que a banda estava glorificando o uso de drogas. No entanto, os membros da banda (Reed, em particular) frequentemente negavam qualquer alegação de que a música estava defendendo o uso da droga. As composições de Reed, como no resto do álbum, foram mais destinadas a fornecer uma descrição objetiva do tópico sem assumir uma postura moral. Os críticos não foram os únicos que interpretaram mal o tom da música; os fãs às vezes abordavam os membros da banda após uma apresentação ao vivo e diziam que eles "usaram a droga ao som de 'Heroin", um fenômeno que perturbou Reed profundamente. Como resultado, Reed ficou um tanto hesitante em tocar a música com a banda durante grande parte das apresentações posteriores.

## Ficha técnica
The Velvet Underground
- Lou Reed – vocais, guitarra
- John Cale – viola elétrica
- Sterling Morrison – guitarra
- Maureen Tucker – percussão

Produção
- Andy Warhol – produtor

## Versões alternativas

### Versões demo
Maio de 1965
A primeira versão gravada de "Heroin" foi uma demo feita apenas por Lou Reed. Foi gravada em maio de 1965 enquanto ele trabalhava para a gravadora Pickwick, posteriormente guardada para si mesmo e redescoberta mais de 50 anos depois.
Julho de 1965
Outra versão de "Heroin" foi com Lou Reed, Sterling Morrison e John Cale em seu loft em julho de 1965. Ao contrário de canções como "I'm Waiting for the Man" e "Venus in Furs", que soam drasticamente diferentes de suas gravações na mixagem final do álbum de estreia, esta versão de "Heroin" é quase idêntica à versão do álbum. Na gravação, Reed executa a música em um violão. Esta versão da música pode ser encontrada no box set de 1995, Peel Slowly and See.

### Estúdios Scepter, Abril de 1966
A versão original de "Heroin" que iria para a mixagem final foi feita nos estúdios Scepter em Nova Iorque, em abril de 1966. Esta versão da música apresenta letras ligeiramente diferentes e uma performance mais contida e menos caótica. No geral, o andamento da música está em um ritmo mais estável e rápido. É cerca de um minuto mais curto.
Uma diferença notável na letra é a abertura de Lou Reed – ele canta "I know just where I'm going" ("Eu sei onde estou indo") em vez de "I don't know just where I'm going" ("Não sei onde estou indo") como na gravação final do álbum. Reed era conhecido por fazer isso durante os shows subsequentes da música também.

## Versõescover
- A canção foi regravada por vários artistas, incluindo Mazzy Star, Echo & the Bunnymen, Roky Erickson,[12] Third Eye Blind, e uma versão de sucesso feita por Billy Idol.
- Lou Reed mais tarde fez sua versão ao vivo em sua época glam rock. A faixa resultante de treze minutos está incluída em seu álbum ao vivo, Rock 'n' Roll Animal, lançado em 1974.
- Pere Ubu cantou "Heroin" ao vivo com Peter Laughner nos vocais, uma gravação que foi lançada em The Shape of Things.